# Shawn Rodrigue-Lemieux
Shawn Rodrigue-Lemieux est un joueur d'échecs canadien né le 22 mars 2004 à Montréal, champion du monde des moins de 18 ans en 2022.
Au 1er septembre 2024, il est le numéro deux canadien avec un classement Elo de 2 509 points.

## Biographie et carrière
Grand maître international depuis janvier 2024, Shawn Rodrigue-Lemieux a remporté le championnat du monde des moins de 18 ans en 2022. Selon la Fédération québécoise des échecs, il est le premier Québécois et le deuxième canadien à décrocher un titre mondial.
Lors du tournoi Grand Suisse FIDE 2023, il finit à la 76e place avec 5 points sur 11.
Il représente le Canada lors de l'Olympiade d'échecs de 2024, jouant au premier échiquier de l'équipe canadienne